# 朴良雨
朴良雨（パク・ヤンウ、박양우、1958年11月20日 - ）は大韓民国の高官である。2019年4月から2021年2月まで同国の文化体育観光部長官を務めた。 

## 学歴
- 済物浦高等学校卒業
- 中央大学校行政学士
- ソウル大学校行政大学院行政修士
- シティ大学校大学院芸術学修士（1991年）
- 漢陽大学校大学院観光学博士（2007年）

## キャリア
- 1979年  ：第23回行政高等考試合格
- 大統領秘書エグゼクティブ
- 文化観光部広報官
- 文化観光部観光局長
- 2002年8月〜2005年8月  ：州ニューヨーク大使館韓国文化院長
- 文化観光部文化産業局長
- 文化観光部政策広報管理室長
- 2006年8月〜2008年2月  ：第8代文化観光部次官
- 2009年〜2010年  ：中央大学副学長
- 韓国芸術経営会長（2009.02〜2013.02、5回6回）
- 2008年3月〜   ：中央大学芸術大学院芸術経営教授
- 2011年6月  ：第7代韓国映像産業協会会長
- 2013年3月〜2018年7月  ： CJ E＆M社外取締役監査委員
- 2015年3月〜2017年1月  ：光州ビエンナーレ代表取締役（任期内中途辞任、本任期3年）
- 2018年7月〜2019年3月  ： CJ ENM社外取締役監査委員
- 2019年4月〜2021年2月   ：第8代文化体育観光部長官長官に就任[1]
- 2019年4月〜   ：大統領直属国家均衡発展委員会当然職委員

## 受賞
- 1992年  ：大統領表彰
- 2002年  ：緑条勤政勲章
- 2009年  ：黄条勤政勲章